# Luis Aguiar
Pour les articles homonymes, voir Aguiar.
Luís Bernardo Aguiar Burgos est un footballeur uruguayen, né le 17 novembre 1985 et qui évolue au poste de milieu offensif.

## Biographie
Aguiar commence sa carrière au Liverpool Fútbol Club en Uruguay. Il est ensuite prêté au Chili au Club Deportivo Universidad de Concepción où il réalise une bonne saison. Suffisant pour taper dans l'œil des dirigeants du FC Porto qui le font signer pour 900 000 € et le prêtent directement à Amadora puis à Coimbra. Le 11 avril 2008, Aguiar signe un but remarqué contre le Benfica Lisbonne durant la belle victoire de Coimbra (3-0). 
En juillet 2008, il signe au Sporting Braga pour 600 000 €. Le 18 février 2009, lors des seizièmes de finale de la Coupe d'UEFA, il marque sur coup franc contre le Standard de Liège (3-0).
Il quitte le Sporting Braga pour le Dynamo Moscou en 2009 pour 3 millions d'euros.
Début juillet 2011, il signe libre tout contrat au Portugal au Sporting CP pour quatre saisons. Fin septembre 2011, un communiqué de presse du Sporting Portugal annonce que le contrat qui lie Aguiar au club est suspendu pour des raisons tenant à la vie personnelle du joueur. Celui-ci rentre dans son pays natal et signe au CA Peñarol en attendant de retourner au Portugal pour l'été 2012.

## Palmarès
| - CA Peñarol - Copa Libertadores - Finaliste : 2011. |

## Statistiques
| Saison      | Club                      | Pays | Championnat        | Coupes nationales | Coupes Continentales                 | Sélection Uruguay |
| ----------- | ------------------------- | ---- | ------------------ | ----------------- | ------------------------------------ | ----------------- |
| 2003        | Liverpool Fútbol Club     | D1   | 9 matchs           | -                 | -                                    | -                 |
| 2004        | Liverpool Fútbol Club     | D1   | 22 matchs / 3 buts | -                 | -                                    | -                 |
| 2005        | Liverpool Fútbol Club     | D1   | 15 matchs / 5 buts | -                 | -                                    | -                 |
| 2005 - 2006 | Liverpool Fútbol Club     | D1   | 15 matchs / 4 buts | -                 | -                                    | -                 |
| 2005 - 2006 | Universidad de Concepción | D1   | 27 matchs / 9 buts | -                 | -                                    | -                 |
| 2006 - 2007 | Liverpool Fútbol Club     | D1   | 14 matchs / 2 buts | -                 | -                                    | -                 |
| 2007 - 2008 | Estrela Amadora           | D1   | 7 matchs           | 1 match           | -                                    | -                 |
| 2007 - 2008 | Académica de Coimbra      | D1   | 12 matchs / 1 but  | -                 | -                                    | -                 |
| 2008 - 2009 | Sporting Braga            | D1   | 27 matchs / 4 buts | 2 matchs          | 2 + 12 matchs / 6 + 1 buts (CI + C3) | -                 |
| 2009        | FK Dynamo Moscou          | D1   | 14 matchs / 2 buts | -                 | 2 matchs (C3)                        | -                 |
| 2009 - 2010 | Sporting Braga            | D1   | 14 matchs / 3 buts | 1 match           | -                                    | -                 |
| 2010 - 2011 | Estrela Amadora           | D1   | 12 matchs / 2 buts | 2 matchs          | 8 matchs (C1)                        | -                 |
| 2010 - 2011 | CA Peñarol                | D1   | 11 matchs / 2 buts | -                 | 13 matchs / 2 buts (CL)              | -                 |
| 2011 - 2012 | Sporting CP               | D1   | -                  | -                 | -                                    | -                 |

Dernière mise à jour le 5 juillet 2011

## Référence
1. ↑  (pt) « Fiche de Luis Aguiar », sur ForaDeJogo.net
2. ↑  « Fiche de Luis Aguiar », sur footballdatabase.eu